# Mai 2013
Portal Geschichte | Portal Biografien | Aktuelle Ereignisse | Jahreskalender | Tagesartikel

◄ |
20. Jahrhundert |
21. Jahrhundert

◄ |
1980er |
1990er |
2000er |
2010er
| 2020er | 2030er | 2040er

◄ |
2009 |
2010 |
2011 |
2012 |
2013
| 2014 | 2015 | 2016 | 2017 | ►

◄ |
Februar 2013 |
März 2013 |
April 2013 |
Mai 2013 |
Juni 2013 |
Juli 2013 |
August 2013 |
►
Dieser Artikel behandelt tagesbezogene Nachrichten und Ereignisse im Mai 2013.

## Tagesgeschehen

### Mittwoch, 1. Mai 2013
- Hamburg/Deutschland: Der 34. Evangelische Kirchentag beginnt. Er steht unter dem Motto: „Soviel du brauchst“.[1]
- Wien/Österreich: Bei der Amadeus-Verleihung wird Parov Stelar für das beste Album ausgezeichnet.

### Donnerstag, 2. Mai 2013

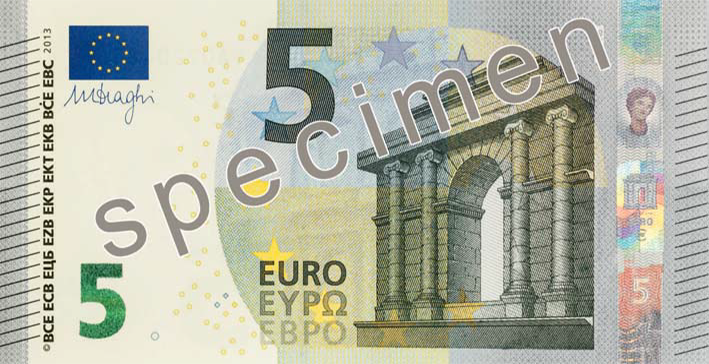
Neuer Fünf-Euro-Schein

- al-Bayda/Syrien: Bei einem Massaker im Rahmen des Bürgerkrieges werden mehr als 50 Menschen getötet.[2]
- Al-Sireaf/Sudan: Beim Einsturz einer Goldmine sterben mehr als 60 Bergleute.[3]
- Caracas/Venezuela: Die Opposition reicht beim Obersten Gerichtshof Klage gegen das Ergebnis der Präsidentschaftswahl ein.[4]
- Frankfurt am Main/Deutschland: Die Europäische Zentralbank senkt den Leitzins des Euro auf das Rekordtief von 0,5 %.[5]
- Frankfurt am Main/Deutschland: Mit den Fünf-Euro-Scheinen werden die ersten Exemplare der zweiten Serie von Eurobanknoten in Umlauf gebracht.[6]
- München/Deutschland: Die Präsidentin des Bayerischen Landtags, Barbara Stamm, veröffentlicht Namen von Abgeordneten, die ab dem Jahr 2000 ihre Kinder oder Ehepartner als Mitarbeiter beschäftigt haben.[7]
- Vatikanstadt: Der emeritierte Papst Benedikt XVI. zieht von der Sommerresidenz Castel Gandolfo in das ehemalige Kloster Mater Ecclesiae.[8]

### Freitag, 3. Mai 2013

Logo der Eishockey-WM

- Annapolis/Vereinigte Staaten: Maryland schafft als 18. Bundesstaat die Todesstrafe ab und ersetzt sie durch lebenslange Haftstrafe.[9]
- Darmstadt/Deutschland: Der österreichische Autor Josef Haslinger wird zum neuen Präsidenten der Schriftstellervereinigung PEN-Zentrum Deutschland ernannt.[10]
- Helsinki/Finnland: Die Eishockey-Weltmeisterschaft in Helsinki und Stockholm, Schweden, beginnt mit einem 6:2-Sieg der Slowakei gegen Frankreich.[11]
- München/Deutschland: Die CSU ernennt Horst Seehofer zum Spitzenkandidaten für die kommende Landtagswahl.[12]
- Peking/China: Das Ministerium für öffentliche Sicherheit beschlagnahmt in einem Lebensmittelskandal 20.000 Tonnen Fleisch von Ratten und Füchsen, das als Lammfleisch verkauft worden war; 904 Personen werden festgenommen.[13]

### Samstag, 4. Mai 2013
- Mannheim/Deutschland: Wladimir Klitschko verteidigt seine drei Titel als Weltmeister im Schwergewicht nach Version der Verbände WBO, IBF und WBA gegen den Italiener Francesco Pianeta durch Knockout.[14]

### Sonntag, 5. Mai 2013
- Salzburg/Österreich: Bei der Landtagswahl wird die ÖVP mit 29,01 % der Stimmen stärkste Kraft vor der bisher regierenden SPÖ mit 23,81 %.[15]

### Montag, 6. Mai 2013

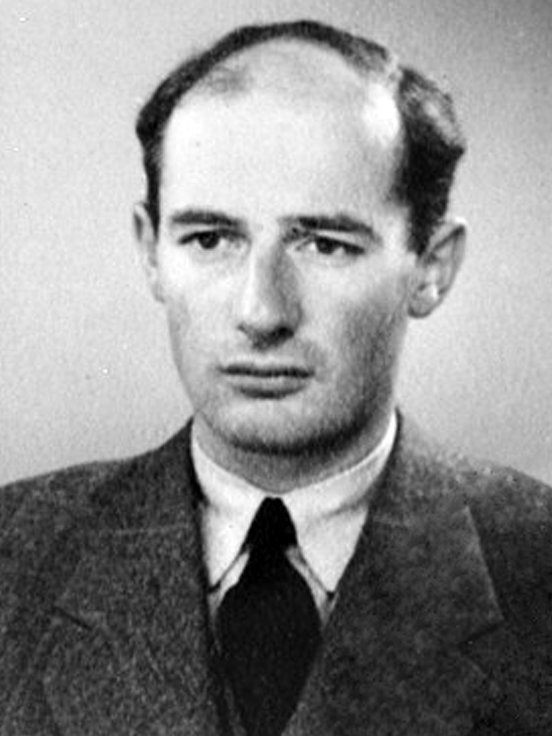
Raoul Wallenberg

- Berlin/Deutschland: Der zur Vorbereitung der UN-Klimakonferenz in Warschau im November dienende Petersberger Klimadialog beginnt.[16]
- Canberra/Australien: Der schwedische Diplomat Raoul Wallenberg, der während des Holocaust tausende ungarische Juden rettete, wird posthum zum ersten Ehrenbürger des Landes ernannt.[17]
- Dhaka/Bangladesch: Bei Straßenschlachten zwischen radikalen Islamisten und der Polizei werden 30 Menschen getötet.[18]
- Islamabad/Pakistan: Bei einem Anschlag der Taliban auf eine Wahlkampfveranstaltung in der Region Kurram sterben bis zu 15 Menschen.[19]
- München/Deutschland: Der NSU-Prozess am Oberlandesgericht München beginnt. Verhandelt wird die NSU-Mordserie mit neun Todesopfern. Die fremdenfeindliche Motivation der Taten ist durch ein NSU-Video belegt und die Anklage gegen Beate Zschäpe lautet auf Mord.[20]

### Dienstag, 7. Mai 2013

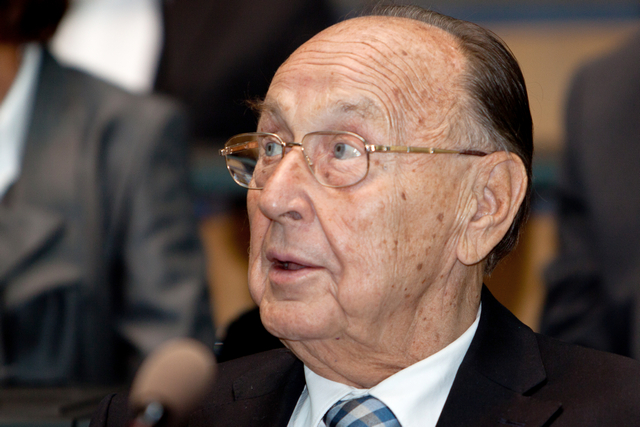
Hans-Dietrich Genscher

- Frankfurt (Oder)/Deutschland: Der ehemalige Bundesminister des Auswärtigen Hans-Dietrich Genscher wird für seine Verdienste um die deutsch-polnische Verständigung mit dem Viadrina-Preis ausgezeichnet.[21]
- Hangu/Pakistan: Bei einem Anschlag auf eine Wahlkampfveranstaltung der Partei JUI-F sterben mindestens 23 Menschen.[22]
- Municipio Ecatepec de Morelos/Mexiko: Bei der Explosion eines Tanklasters sterben mindestens 19 Menschen.[23]

### Mittwoch, 8. Mai 2013
- Shimla/Indien: Bei einem Busunglück im Bundesstaat Himachal Pradesh sterben 33 Menschen.[24]

### Donnerstag, 9. Mai 2013

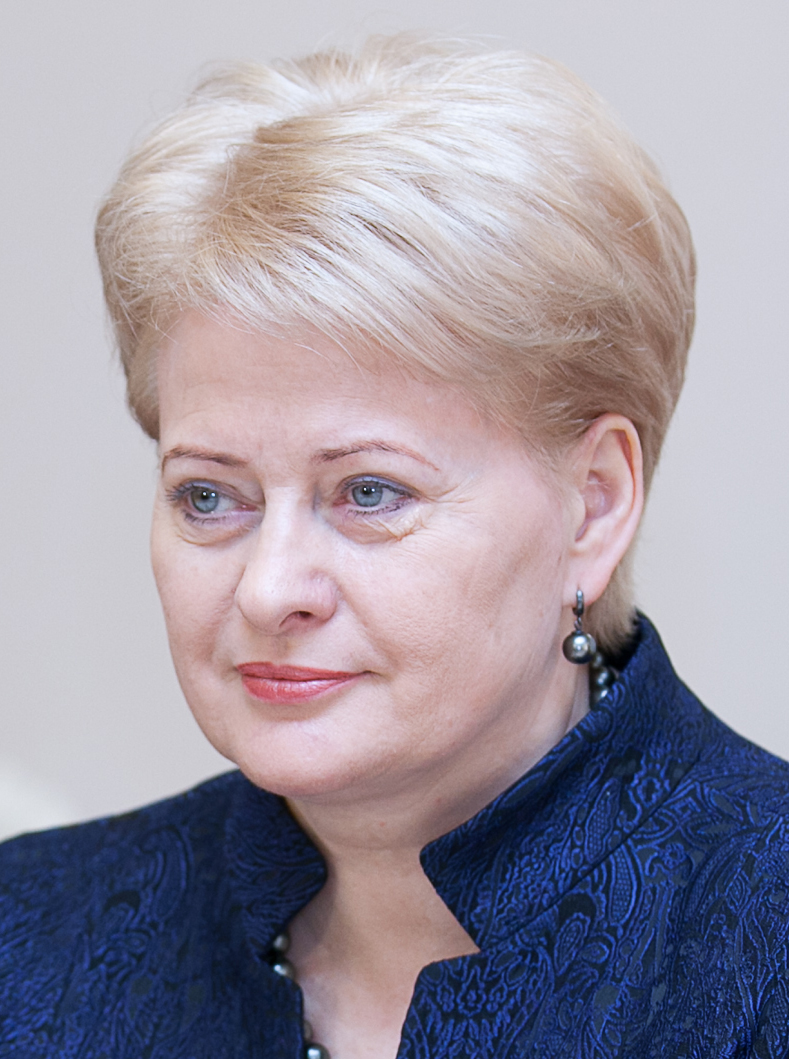
Dalia Grybauskaitė

- Aachen/Deutschland: Der litauischen Präsidentin Dalia Grybauskaitė wird der diesjährige Karlspreis verliehen.[25]
- Dhaka/Bangladesch: Ein Sondertribunal verurteilt den stellvertretenden Generalsekretär der Oppositionspartei Jamaat-e-Islami Muhammad Kamaruzzaman wegen seiner Beteiligung an Kriegsverbrechen während des Unabhängigkeitskrieges zum Tode.[26]
- New York/Vereinigte Staaten: Sieben Personen, die durch das Manipulieren von Bankdaten weltweit mehr als 45 Millionen US-Dollar erbeutet haben, werden festgenommen.[27]

### Freitag, 10. Mai 2013

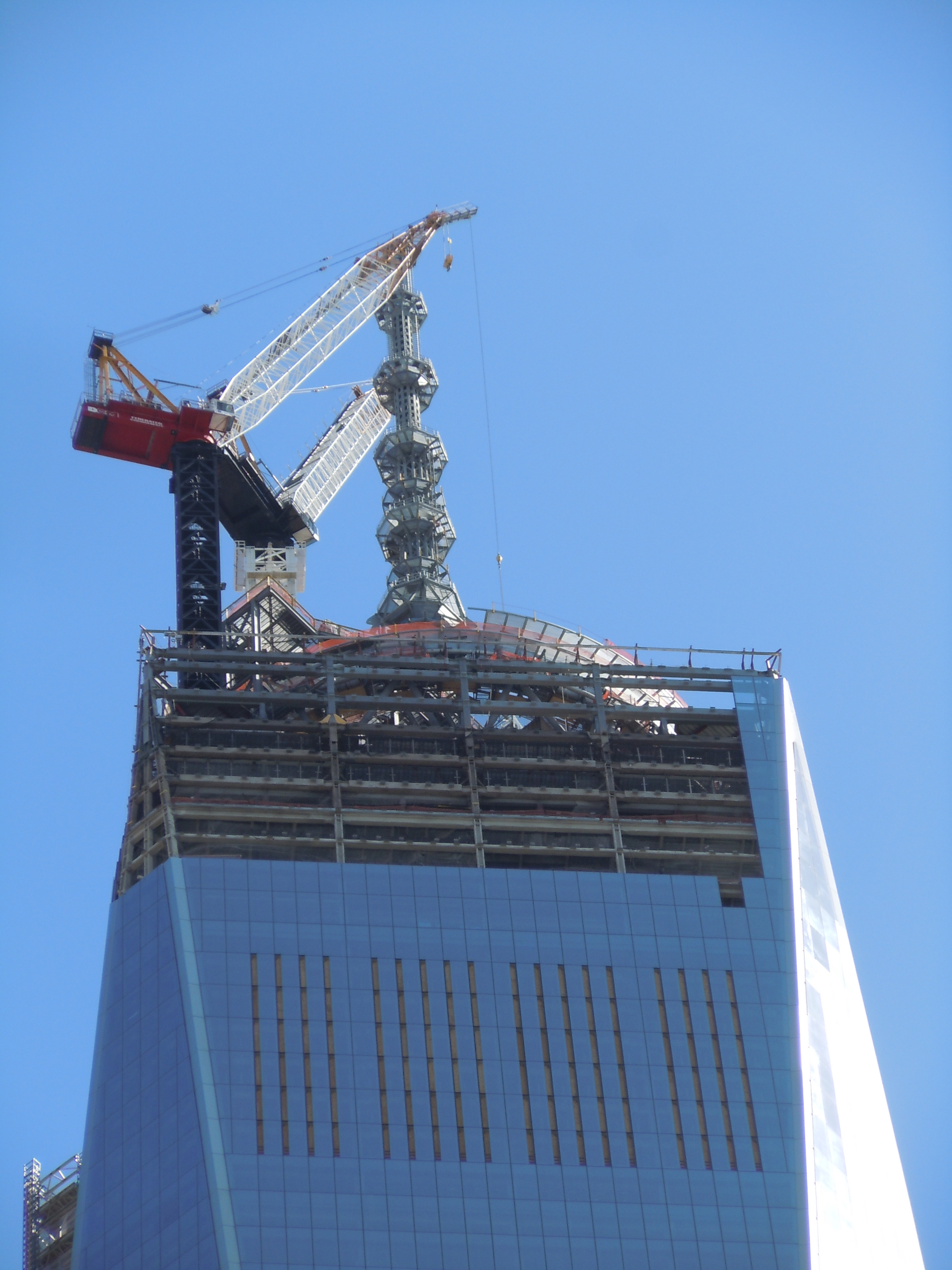
Spitze des One World Trade Centers

- Hamburg/Deutschland: Die Piratenpartei ernennt Katharina Nocun zur Geschäftsführerin.[28]
- New York/Vereinigte Staaten: Mit der Montage der Antenne erreicht das One World Trade Center seine endgültige Höhe von 541 m und ist damit das höchste Gebäude der USA.[29]

### Samstag, 11. Mai 2013

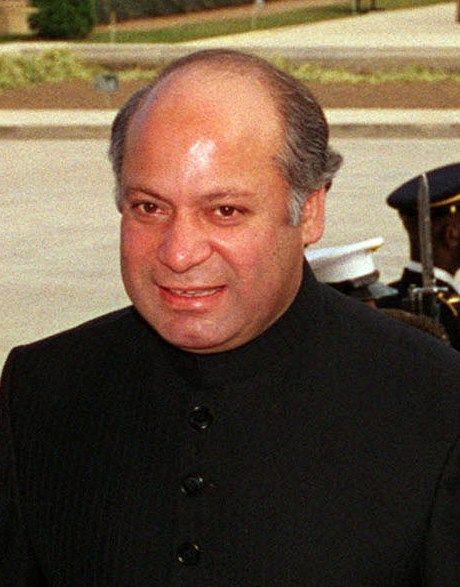
Nawaz Sharif

- Chengdu/China: Bei einer Gasexplosion in einer Mine in der Provinz Sichuan sterben 27 Bergleute.
- Islamabad/Pakistan: Bei den Parlamentswahlen gewinnt die Partei Muslimliga von Nawaz Sharif. Die Wahl wird begleitet von zahlreichen Terroranschlägen, bei denen mindestens elf Menschen getötet werden.[30][31]
- Kairo/Ägypten: Beginn des zweiten Prozesses gegen den ehemaligen Machthaber Husni Mubarak[32]
- Reyhanli/Türkei: Bei zwei Bombenanschlägen am Grenzübergang zu Syrien sterben mindestens 40 Menschen.[33]

### Sonntag, 12. Mai 2013

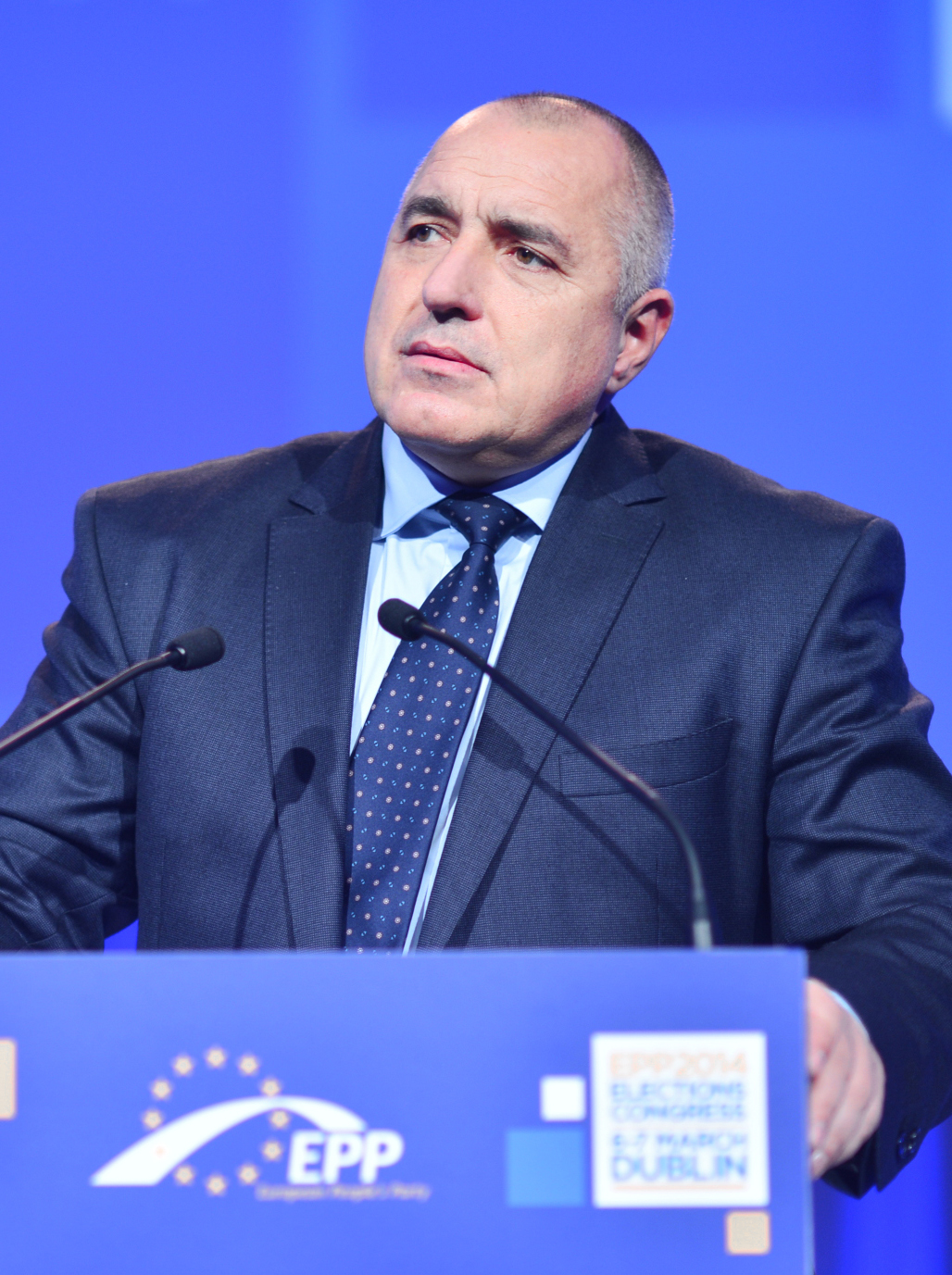
Bojko Borissow

- Sofia/Bulgarien: Bei der Parlamentswahl gewinnt die konservative GERB-Partei des zurückgetretenen Ministerpräsidenten Bojko Borissow, verfehlt dabei aber die absolute Mehrheit.[34]
- Wolfsburg/Deutschland: Der VfL Wolfsburg wird erstmals in der Vereinsgeschichte Deutscher Frauenfußballmeister.[35]

### Montag, 13. Mai 2013
- Kandahar/Afghanistan: Bei einer Explosion einer Autobombe in der Provinz Kandahar sterben mindestens zehn Menschen.[36]
- Manila/Philippinen: Parlamentswahl[37]
- Berlin/Deutschland: Beginn des Prozesses im Todesfall Jonny K.[38]
- Dortmund/Deutschland: Ulrich Tukur wird mit dem mit 30.000 € dotierten Kulturpreis Deutsche Sprache geehrt.[39]

### Dienstag, 14. Mai 2013
- Sittwe/Myanmar: Bei Kentern eines Schiffes mit Flüchtlingen vor dem Zyklon Mahasen kommen mehr als 50 Menschen ums Leben.[40]
- Karlsruhe/Deutschland: Der Bundesgerichtshof entscheidet, dass Betreiber von Internet-Suchmaschinen Wortkombinationen aus ihrer automatischen Vervollständigung streichen müssen, wenn ihnen mitgeteilt wird, dass diese Kombinationen Persönlichkeitsrechte verletzten.[41]
- New York City/Vereinigte Staaten: Das Auktionshaus Sotheby’s versteigert das Bild „Domplatz, Mailand“ von Gerhard Richter für 37,1 Millionen US-Dollar; dies ist der höchste Preis, der je für ein Bild eines deutschen Künstlers gezahlt wurde.[42]
- Kiel/Deutschland: Der THW Kiel wird drei Spieltage vor Saisonende zum 18. Mal deutscher Handball-Meister.[43]

### Mittwoch, 15. Mai 2013

Logo der Filmfestspiele von Cannes

- Bagdad/Irak: Bei Bombenanschlägen in verschiedenen Städten des Landes sterben mindestens 32 Menschen.[44]
- Portland/Vereinigte Staaten: Wissenschaftler der Oregon Health & Science University klonen erstmals menschliche embryonale Stammzellen.[45]
- Cannes/Frankreich: Die 66. Internationalen Filmfestspiele werden mit Baz Luhrmanns Der große Gatsby eröffnet.[46]
- New York City/Vereinigte Staaten: Das Auktionshaus Christie’s erzielt mit der Versteigerung mehrerer zeitgenössischer Kunstwerke einen Gesamterlös von knapp einer halben Milliarde US-Dollar; dies ist die höchste Summe, die je bei einer Kunstauktion erzielt wurde.[47]
- Amsterdam/Niederlande: Im Finale der UEFA Europa League siegt der FC Chelsea 2:1 über Benfica Lissabon.[48]

### Donnerstag, 16. Mai 2013

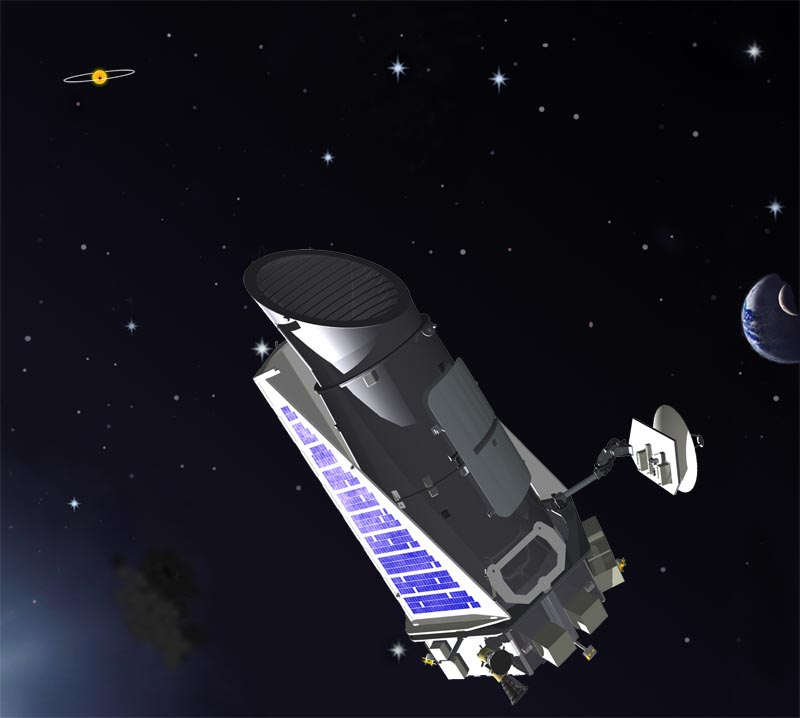
Künstlerische Darstellung des Weltraumteleskops Kepler

- Bagdad/Irak: Bei Anschlägen in Bagdad und Mosul kommen 17 Menschen ums Leben.[49]
- Dhaka/Bangladesch: Durch den Zyklon Mahasen kommen im  Distrikt Patuakhali mindestens zwölf Menschen ums Leben.[50]
- Washington, D.C./Vereinigte Staaten: Die NASA gibt die Aufgabe des Weltraumteleskops Kepler bekannt.[51]

### Freitag, 17. Mai 2013
- Antakya/Türkei: Bei der Explosion eines Öllagers in der Provinz Hatay sterben mindestens zehn Menschen.[52]
- Bagdad/Irak: Bei mehreren Anschlägen im Land werden über 70 Menschen getötet.[53]
- Guangzhou/China: Nach schweren Unwettern und Überflutungen sterben in der Provinz Guangdong 19, im gesamten Land mindestens 34 Menschen.[54]
- Owerri/Nigeria: Im Bundesstaat Imo werden 31 Menschen von einem umstürzenden Baum erschlagen.[54]
- Paris/Frankreich: Das Verfassungsgericht weist alle Einsprüche gegen die Legalisierung der gleichgeschlechtlichen Ehe in Frankreich zurück. Voraussichtlich ab Juni ist damit die standesamtliche Trauung homosexueller Paare zulässig.[55]
- Peschawar/Pakistan: Bei Bombenanschlägen auf zwei Moscheen in der Provinz Khyber Pakhtunkhwa kommen zwölf Menschen ums Leben.[56]

### Samstag, 18. Mai 2013

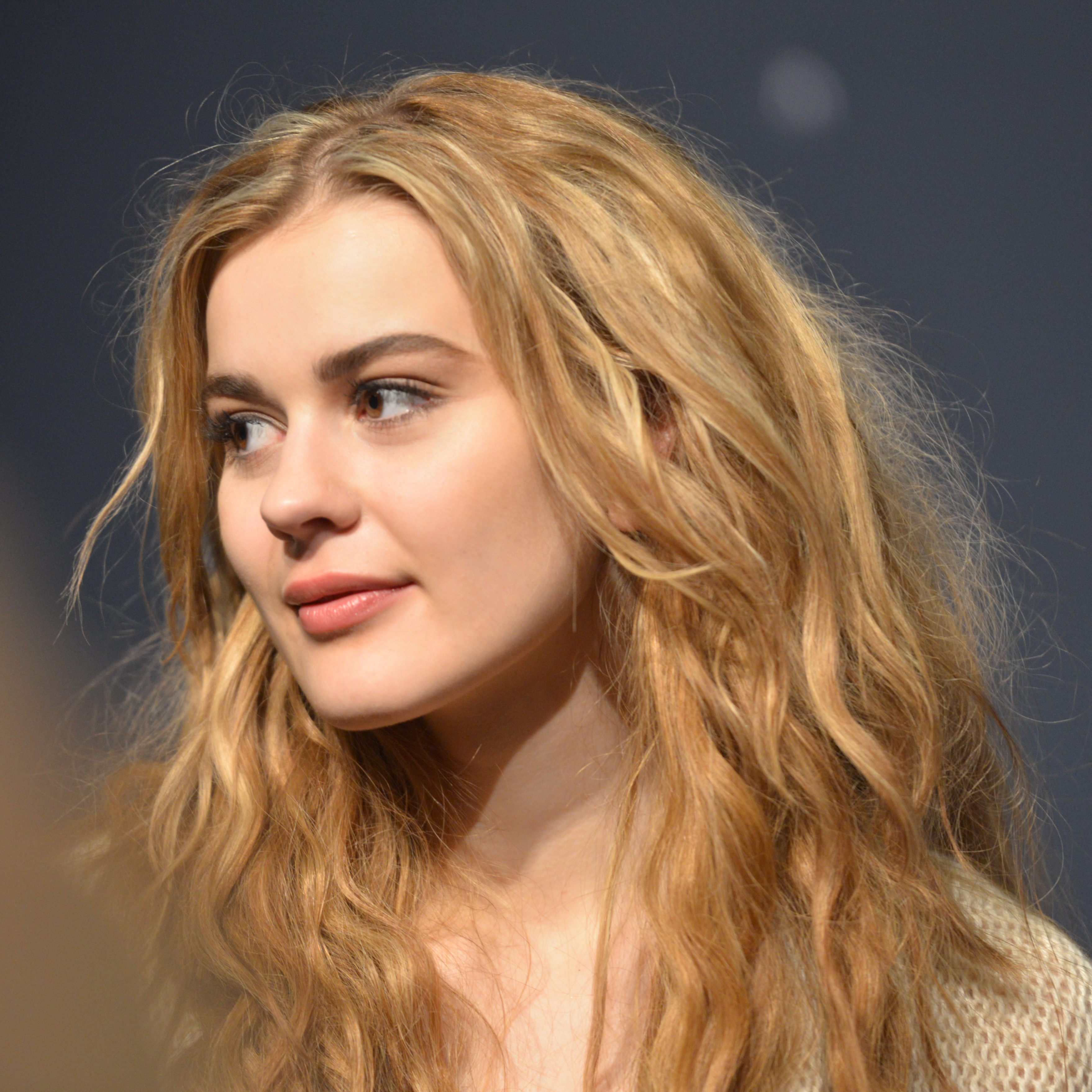
Emmelie de Forest

- Malmö/Schweden: Die dänische Sängerin Emmelie de Forest gewinnt mit dem Titel Only Teardrops den 58. Eurovision Song Contest.[57]
- Mannheim/Deutschland: Beginn des Deutschen Turnfestes in der Metropolregion Rhein-Neckar[58]
- Mönchengladbach/Deutschland: Der FC Bayern München ist nun offiziell Deutscher Fußballmeister 2013.

### Sonntag, 19. Mai 2013

Wappen des schwedischen Eishockeyverbands

- Hamburg/Deutschland: Die Neuapostolische Kirche ernennt den Franzosen Jean-Luc Schneider zum Kirchenoberhaupt.[59]
- Homs/Syrien: Bei einer Offensive der Armee im Gouvernement Homs sterben 40 Menschen.[60]
- Köln/Deutschland: Im Finale des DFB-Pokals der Frauen besiegt der VfL Wolfsburg den 1. FFC Turbine Potsdam mit 3:2.[61]
- Maiduguri/Nigeria: Bei einer Militäroffensive gegen die islamistische Gruppierung Boko Haram sterben 17 Menschen.[62]
- Sunnyvale/Vereinigte Staaten: Yahoo übernimmt für einen Kaufpreis von 1,1 Milliarden US-Dollar die Blogging-Plattform Tumblr.[63]
- Stockholm/Schweden: Im Finale der Eishockey-Weltmeisterschaft besiegt Schweden die Schweiz mit 5:1 und wird damit zum neunten Mal Eishockeyweltmeister.[64]

### Montag, 20. Mai 2013
- Adenau/Deutschland:  Bernd Schneider, Jeroen Bleekemolen, Sean Edwards und Nicki Thiim auf Mercedes-Benz SLS AMG GT3 gewinnen das 24-Stunden-Rennen auf dem Nürburgring.[65]
- Bagdad/Irak: Bei einer Serie von Anschlägen sterben im gesamten Land mindestens 71 Menschen.[66]
- Bern/Schweiz: Der Grasshopper Club Zürich gewinnt im Stade de Suisse das Final um den Schweizer Cup im Fußball mit 5:4 nach Elfmeterschießen gegen den FC Basel.
- Caofan/China: Bei einer Explosion in einer Sprengstofffabrik kommen zwölf Menschen ums Leben.[67]
- Oklahoma City/Vereinigte Staaten: Der Mittlere Westen des Landes wird von einer Serie von Tornados getroffen; in der Stadt Moore sterben dabei 24 Menschen.[68]
- Pol-e Chomri/Afghanistan: Bei einem Selbstmordanschlag in der Provinz Baglan sterben zwölf Menschen.[69]

### Dienstag, 21. Mai 2013
- Guatemala-Stadt/Guatemala: Elf Tage nach der Verurteilung des früheren Diktators Efraín Ríos Montt wegen Völkermords und Verbrechen gegen die Menschlichkeit zu 80 Jahren Gefängnis hebt das Verfassungsgericht das Urteil wegen Verfahrensfehlern wieder auf.[70]
- Kanpur/Indien: Bei einem Busunglück sterben elf Menschen.[71]

### Mittwoch, 22. Mai 2013

Logo der Progressiven Allianz

- Idlib/Syrien: Bei der Eroberung einer Armeebasis durch Rebellen kommen 54 Menschen ums Leben.[72]
- Leipzig/Deutschland: 80 sozialdemokratische Parteien aus aller Welt gründen das Netzwerk Progressive Allianz.[73]
- Mexiko-Stadt/Mexiko: Wissenschaftler des Nationalen Instituts für Anthropologie und Geschichte geben die Entdeckung von etwa 5.000 Höhlenmalereien in der Sierra de San Carlos bekannt.[74]

### Donnerstag, 23. Mai 2013
- Agadez/Niger: Bei zwei Anschlägen auf eine Uran-Anlage und ein Militärcamp sterben mindestens 23 Menschen.[75]
- London/Vereinigtes Königreich: Im Finale der UEFA Women’s Champions League besiegt der VfL Wolfsburg Olympique Lyon mit 1:0 und erreicht damit das sogenannte Triple aus nationaler Meisterschaft, nationalem Pokal und Gewinn der Champion’s League.[76]
- Nyon/Schweiz: Die UEFA nimmt den Fußballverband Gibraltars als 54. Mitglied auf; die Fußballnationalmannschaft von Gibraltar wird in der Qualifikation zur Europameisterschaft 2016 erstmals von der UEFA anerkannte Länderspiele absolvieren.[77]
- Quetta/Pakistan: Bei einem Anschlag auf eine Einheit von Elitesoldaten sterben mindestens zwölf Menschen.[78]

### Samstag, 25. Mai 2013
- Gujrat/Pakistan: Bei der Explosion eines gasbetriebenen Schulbusses sterben mindestens 16 Schüler und ein Lehrer.[79]
- London/Vereinigtes Königreich: Im Finale der UEFA Champions League besiegt der FC Bayern München Borussia Dortmund mit 2:1.[80]

### Sonntag, 26. Mai 2013
- Cannes/Frankreich: Am letzten Tag der 66. Internationalen Filmfestspiele von Cannes verleiht die Jury die Goldene Palme an den französischen Film La vie d'Adèle von Abdellatif Kechiche.[81]
- Brescia/Italien: Der Gesamtsieg bei der 96. Ausgabe des Rad-Etappenrennens Giro d’Italia geht an Vincenzo Nibali. Es ist sein erster Gesamtsieg bei dieser Rundfahrt und der 67. eines Italieners.[82]
- Kiel/Deutschland: Bei den Kommunalwahlen in Schleswig-Holstein wird die CDU mit 38,9 % der Stimmen stärkste Kraft vor der SPD mit 29,8 %.[83]
- Salzburg/Österreich: Nach dem Spiel bei Titelverteidiger RB Salzburg ist der FK Austria Wien nun offiziell Österreichischer Fußballmeister 2013.

### Montag, 27. Mai 2013
- Bagdad/Irak: Bei einer Serie von Anschlägen werden mindestens 75 Menschen getötet.[84]

### Mittwoch, 29. Mai 2013
- Jakutsk/Russland: Mitarbeiter der Nord-östlichen föderalen Universität Jakutsk geben bekannt, im Permafrost der Ljachow-Inseln in Sibirien den gut erhaltenen Kadaver eines Mammuts mit Muskelgewebe und flüssigem Blut entdeckt zu haben.[85]

### Donnerstag, 30. Mai 2013

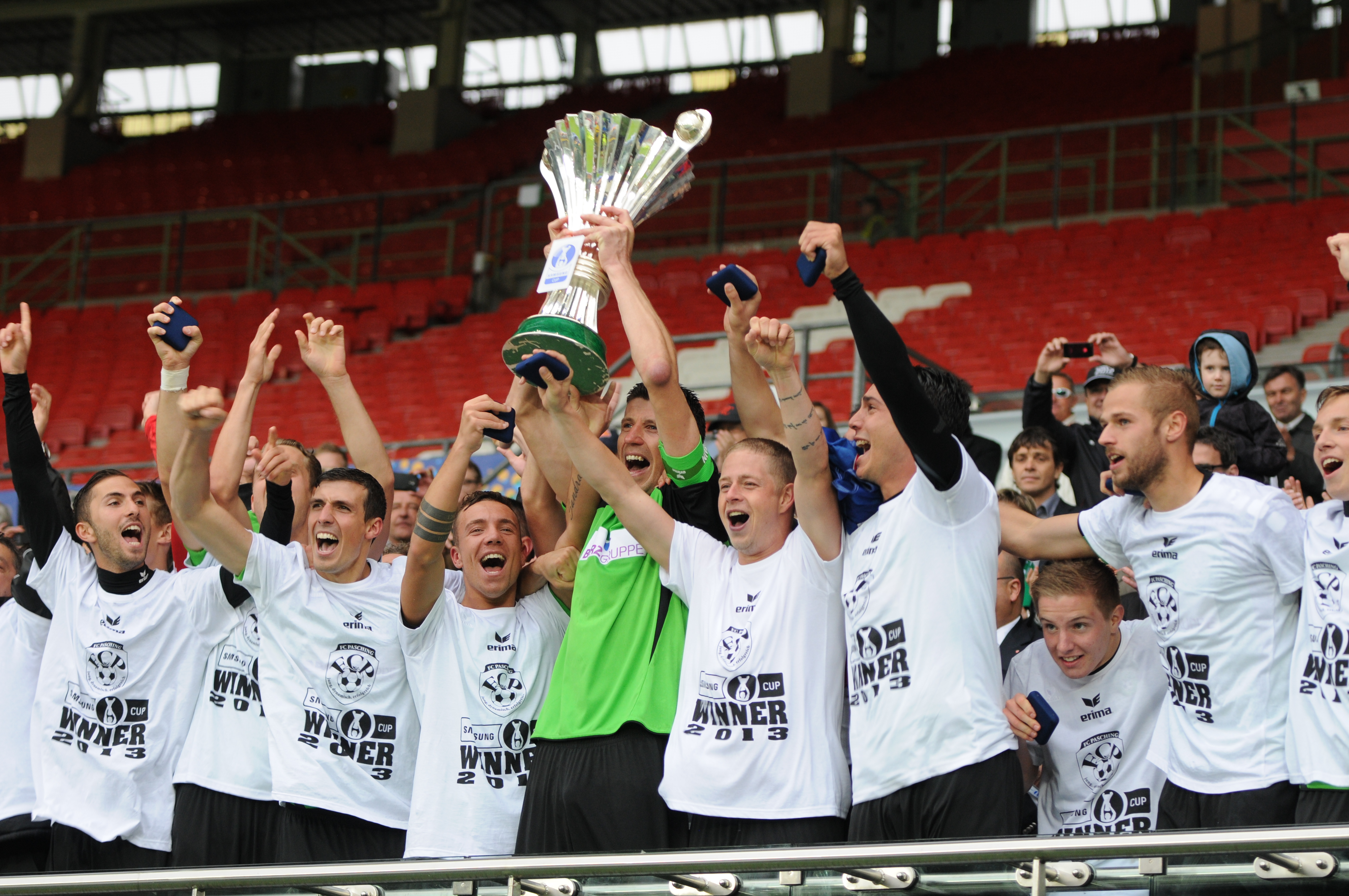
Spieler des FC Pasching nach dem Gewinn des ÖFB-Cups

- Den Haag/Niederlande: Der Internationale Strafgerichtshof für das ehemalige Jugoslawien verurteilt sechs ehemals ranghohe Führer der bosnischen Kroaten zu Haftstrafen von bis zu 25 Jahren.[86]
- Wien/Österreich: Im 78. Österreichischen Fußball-Cup-Finale besiegt der FC Pasching den FK Austria Wien mit 1:0 und sichert sich damit als erster Verein der dritten Spielklasse den ÖFB-Cup.[87]

### Freitag, 31. Mai 2013
- Berlin/Deutschland: Mit der Veröffentlichung der Ergebnisse des Zensus 2011 wird bekannt, dass in Deutschland 80,3 Millionen Einwohner leben; dies sind rund 1,5 Millionen weniger als bislang offiziell angenommen.[88]

## Weblinks

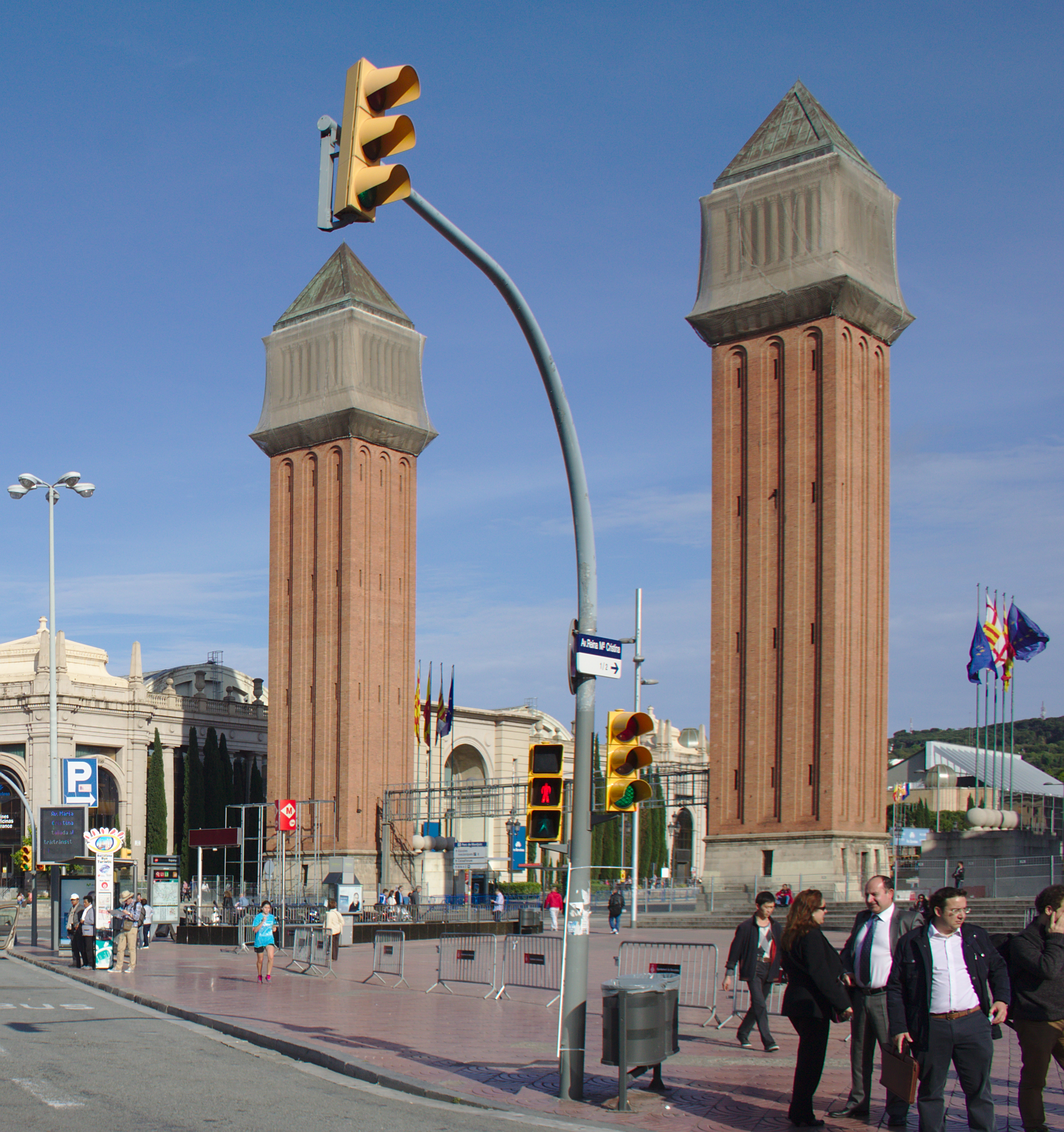
Barcelona im Mai 2013